# Història de la paleoantropologia
La història de la paleoantropologia és la part de la història de la ciència concernent a la història del coneixement relatiu a l'origen i evolució de l'ésser humà. En una perspectiva més àmplia, és la història de les idees de l'ésser humà sobre el seu propi origen.

## Prehistòria, edat clàssica i mitjana
Els testimoniatges més antics sobre les idees sobre l'origen de l'ésser humà són els relats mitològics que tota cultura ha creat en algun punt de la seua història. Generalment l'ésser humà apareix al món bé com a caprici diví o com a casualitat fortuïta, però normalment sense que hi haja un motiu a priori de la seua existència. Aviat, l'adveniment de la filosofia grega lleva protagonisme a aquestes explicacions mitològiques sobre els fenòmens naturals inclòs l'ésser humà i, així, apareixen unes primitives idees evolutives sobre el seu origen a partir d'altres animals inferiors. Però el fixisme de Plató i la scala naturae d'Aristòtil fan que durant l'edat mitjana es tinga una idea de la natura, en què tot el seu contingut, inclòs l'ésser humà, està fix des de la creació i s'ordenen en una escala des de les criatures que freguen la no-existència, fins a Déu. És aquesta escala l'ésser humà ocupa el cap dels cossos naturals, només sota els àngels, Déu i altres ens abstractes.

## Edat moderna

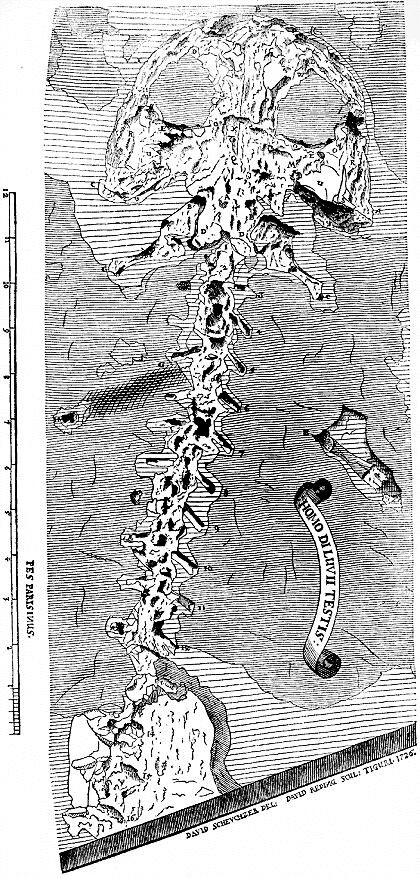
Homo diluvii testis: l'«ésser humà testimoni del diluvi»

Si bé durant el Renaixement no hi ha canvis substancials que canvien la visió de la natura i el paper de l'ésser humà dins d'aquesta, sí que hi ha certs avanços científics que van preparant la matriu del pensament posterior. Durant el Renaixement i l'era dels descobriments, l'interés pel món clàssic i els objectes exòtics té com a conseqüència una arqueologia col·leccionista i clarament acientífica on l'important era saquejar les ruïnes antigues a la recerca d'objectes i relíquies que pogueren ser venuts en subhastes o exposats en antiquaris i museus, sempre des d'un punt de vista comercial. Així, es produeixen molts catàlegs d'artefactes antics, així com fòssils i espècies exòtiques. S'hi trobaven les anomenades «pedres de llamp» per la majoria de cultures, a les quals se li atribuïen propietats místiques i supersticioses de tot tipus, però ja al s. XVIII aquestes pedres místiques es van atribuir a objectes manufacturats per l'ésser humà en temps anteriors al coneixement del metall —aquestes pedres de llamp hui s'anomenen bifaces—, mentre que als països escandinaus —i després a la resta d'Europa, i més tard del món— ja es popularitzava la classificació de la prehistòria en edat de pedra, del bronze, i del ferro, gràcies a la classificació d'aquests catàlegs de col·leccions.
També en l'edat moderna comença a augmentar els coneixements sobre fòssils i geologia. Així, es comença a especular sobre l'origen orgànic dels fòssils, abans atribuïts a «intents» o «capricis» de les roques per imitar la vida, encapsulat en conceptes com la virus formativa o la vis plàstica. Després de superar alguns esculls teològics com les extincions, a la fi de l'edat moderna ja està ben establerta la idea de l'origen orgànic dels fòssils, i amb això l'ésser humà entra en joc: quines petrificaciones humanes eren fòssils i quines no. Esment especial té el famós Homo diluvii testis, fòssil d'una salamandra gegant del miocé, que Johann Jakob Scheuchzer va atribuir a una persona testimoni del diluvi. També neix l'estratigrafia amb Niels Stensen i augmenta el coneixement sobre la realitat geològica, la seua antiguitat, la formació de les roques o el progressiu abandó de la idea del diluvi universal per les teories glacials. La reforma protestant i la consegüent interpretació literal de la Bíblia posa traves, al seu torn, a aquest impuls científic.

## Edat contemporània

### Cuvier
Georges Cuvier, gran autoritat en geologia al seu temps, primeres tres dècades del segle xix, afirmava que cap de les petrificaciones humanes trobades fins al moment corresponien a fòssils, encara que no negava que pogueren existir. Defensà aquesta idea fins al final dels seus dies, encara que cada vegada els descobriments eren més clars. Les raons que argüia era que totes les restes humanes es trobaven en coves, i com en tal situació les restes no eren datables amb fiabilitat, doncs estaven fora de tot context estratigràfic, no se'n podia establir l'antiguitat. De fet, definia com a fòssil únicament les restes desades en estrats geològics naturals i associades a fauna extinta. Totes les restes humanes trobades fins hui no encaixaven en aquesta definició.

### Charles Lyell i Charles Darwin
Amb la mort de Cuvier i el seu dogmatisme sobre aquesta qüestió l'autenticitat de l'humà fòssil obrí l'horitzó. Charles Lyell fou l'autoritat geològica que va substituir Cuvier. Encara que Cuvier tenia en part raó en la forma en què desmentia l'autenticitat de l'humà fòssil, al final dels seus dies es trobaren a França i Alemanya restes humanes que —no sempre sense dubtes— eren fòssils, i s'amplià la definició tan restrictiva de Cuvier.
Lyell defensava la idea d'una terra antiga on els processos geològics s'acumulen amb lentitud, espai temporal necessari perquè Charles Darwin sustentés i publiqués les seues idees sobre la selecció natural. Aquesta idea no fou ben rebuda com a tal en el seu temps, encara que sí que va ajudar molt a reconéixer l'evolució com un fet científic, que afectava fins i tot l'ésser humà, i es crearen diverses hipòtesis sobre els mecanismes evolutius, generalment lamarckistes, en què les espècies tenen una tendència intrínseca a la perfecció. Aviat aparegueren fòssils de l'humà de Neandertal —sobretot a partir de la dècada de 1850—, i aquests eren els primers exemples fòssils d'espècies humanes no sapiens.

### La baula perduda
Va haver-hi un debat generalitzat sobre si l'evolució era o no un fet científic i, centralitzat el debat en la qüestió humana, es requeria d'una «baula perduda», un fòssil transicional entre primats superiors i humans moderns que tingués característiques intermèdies. Es van trobar en diferents llocs d'Àsia i Àfrica restes candidates a prendre aquest lloc (humà de Java, humà de Pequín o Australopitec), però els prejudicis sobre la superioritat europea n'impossibilitaren el reconeixement, i va convéncer a Europa d'una realitat que es va saber després que es basava en un frau: l'humà de Piltdown, a Anglaterra. Era una cara d'orangutan tractada químicament. Molts científics europeus pensaven que la baula perduda havia de ser europea i tenir una cara simiesca al costat d'un crani desenvolupat, característiques que l'humà de Piltdown tenia, i els altres més aviat al contrari: cara moderna i crani petit. Una minoria sospità aviat que era un frau, i al costat dels nous descobriments africans, augmentaren les sospites i finalment es va destapar la mentida el 1953: donaren el paper de «baula perduda» a l'Australopitec.

### Desenvolupament de la disciplina fins als nostres dies
En tot aquest període, des de 1850 fins a 1950, s'havien trobat nombroses restes fòssils a Europa, Àsia i Àfrica, i pràcticament a cada descobriment, o cada especialista que examinava un fòssil, es creava un nom d'espècie nova, creant-se més de cent espècies homínides diferents —quan hui no se'n reconeixen més de trenta. Per exemple, l'humà de Java arribà a tenir fins a sis denominacions diferents. L'humà de Pequín un nombre semblant, i molts altres espècimens, que en suma correspondrien a més de vint espècies diferents, hui s'agrupen en una de sola: Homo erectus. El problema és que llavors no hi havia un consens clar sobre què s'entenia per espècie i per subespècie, i aquest buit metodològic produïa tanta complexitat taxonòmica. Ernst Mayr reduí aquest ventall a sols tres espècies del gènere Homo: Homo transvaalensis, H. erectus i H. sapiens). Francis Clark Howell requalificà l'Homo transvaalensis en el gènere Australopitec, mantenint les idees de Mayr.
Després, paleoantropòlegs com Louis Leakey van realitzar una gran quantitat de descobriments importants en la banya d'Àfrica, i establiren una idea fixa del bressol del gènere Homo a l'oest africà, idea que ha romàs relativament sense canvis fins als nostres dies, i que les noves troballes no paren de confirmar. Els avanços en tècniques radiomètriques, biologia evolutiva i el coneixement dels mecanismes d'herència implicats, ecologia, primatologia, tipologia lítica i altres ciències auxiliars de la paleoantropologia han millorat el marc metodològic de la disciplina, que ha seguit una mateixa línia fins als nostres dies. Hui els debats més acalorats se centren en la separació de la línia evolutiva que condueix a l'humà respecte a la que condueix al ximpanzé, bipedisme o la relació d'Homo neanderthalensis amb Homo sapiens a l'arribada d'aquest darrer a Europa.